# Emilio Carranza, Minatitlán
Emilio Carranza är en ort i Mexiko.   Den ligger i kommunen Minatitlán och delstaten Veracruz, i den sydöstra delen av landet, 500 km öster om huvudstaden Mexico City. Emilio Carranza ligger 11 meter över havet och antalet invånare är 518.
Terrängen runt Emilio Carranza är mycket platt. Runt Emilio Carranza är det ganska glesbefolkat, med 29 invånare per kvadratkilometer. Närmaste större samhälle är Hidalgotitlán, 10,2 km väster om Emilio Carranza. Omgivningarna runt Emilio Carranza är en mosaik av jordbruksmark och naturlig växtlighet.